# Kamerun az 1996. évi nyári olimpiai játékokon
Kamerun az egyesült államokbeli Atlantában megrendezett 1996. évi nyári olimpiai játékok egyik részt vevő nemzete volt. Az országot az olimpián 5 sportágban 15 sportoló képviselte, akik érmet nem szereztek.

## Atlétika
Férfi
| Versenyző                                                                   | Versenyszám     | Előfutam | Előfutam | Előfutam | Negyeddöntő | Negyeddöntő | Negyeddöntő | Elődöntő | Elődöntő | Elődöntő | Döntő   | Döntő    |
| Versenyző                                                                   | Versenyszám     | Idő      | Hely.    | Össz.    | Idő         | Hely.       | Össz.       | Idő      | Hely.    | Össz.    | Idő     | Helyezés |
| --------------------------------------------------------------------------- | --------------- | -------- | -------- | -------- | ----------- | ----------- | ----------- | -------- | -------- | -------- | ------- | -------- |
| Benjamin Sirimou                                                            | 100 m           | 10,58    | 5.       | 66.**    | kiesett     | kiesett     | kiesett     | kiesett  | kiesett  | kiesett  | kiesett | kiesett  |
| Benjamin Sirimou                                                            | 200 m           | 21,00    | 5.       | 53.      | kiesett     | kiesett     | kiesett     | kiesett  | kiesett  | kiesett  | kiesett | kiesett  |
| Alfred Moussambani Benjamin Sirimou Aimé-Issa Nthépé Claude Toukéné-Guébogo | 4 × 100 m váltó | 39,81    | 5.       | 20.      |             |             |             | kiesett  | kiesett  | kiesett  | kiesett | kiesett  |

Női
| Versenyző                                                              | Versenyszám     | Előfutam      | Előfutam      | Előfutam      | Negyeddöntő | Negyeddöntő | Negyeddöntő | Elődöntő | Elődöntő | Elődöntő | Döntő   | Döntő    |
| Versenyző                                                              | Versenyszám     | Idő           | Hely.         | Össz.         | Idő         | Hely.       | Össz.       | Idő      | Hely.    | Össz.    | Idő     | Helyezés |
| ---------------------------------------------------------------------- | --------------- | ------------- | ------------- | ------------- | ----------- | ----------- | ----------- | -------- | -------- | -------- | ------- | -------- |
| Myriam Mani                                                            | 100 m           | 11,76         | 7.            | 41.*          | kiesett     | kiesett     | kiesett     | kiesett  | kiesett  | kiesett  | kiesett | kiesett  |
| Georgette N’Koma                                                       | 200 m           | 23,68         | 7.            | 37.           | kiesett     | kiesett     | kiesett     | kiesett  | kiesett  | kiesett  | kiesett | kiesett  |
| Myriam Mani Georgette N'Koma Edwige Abéna Fouda Sylvie Mballa Éloundou | 4 × 100 m váltó | nem ért célba | nem ért célba | nem ért célba |             |             |             |          |          |          | kiesett | kiesett  |

* - egy másik versenyzővel azonos eredményt ért el

** - két másik versenyzővel azonos eredményt ért el

## Birkózás
Szabadfogású
| Versenyző          | Versenyszám | 32-es főtábla                 | Nyolcaddöntő      | Negyeddöntő       | Elődöntő          | Vigaszág 2. kör   | Vigaszág 3. kör         | Vigaszág 4. kör   | Vigaszág 5. kör   | Vigaszág 6. kör   | Bronz- mérkőzés   | Döntő             | Helyezés |
| Versenyző          | Versenyszám | Ellenfél Eredmény             | Ellenfél Eredmény | Ellenfél Eredmény | Ellenfél Eredmény | Ellenfél Eredmény | Ellenfél Eredmény       | Ellenfél Eredmény | Ellenfél Eredmény | Ellenfél Eredmény | Ellenfél Eredmény | Ellenfél Eredmény | Helyezés |
| ------------------ | ----------- | ----------------------------- | ----------------- | ----------------- | ----------------- | ----------------- | ----------------------- | ----------------- | ----------------- | ----------------- | ----------------- | ----------------- | -------- |
| Anthony Avon Blume | 74 kg       | Plamen Paszkalev (BUL) · 0–10 |                   |                   |                   | erőnyerő          | David Hohl (CAN) · 0–10 | kiesett           | kiesett           | kiesett           | kiesett           |                   | 20.      |

## Cselgáncs
Férfi
| Versenyző          | Versenyszám | Selejtező                                        | 32-es főtábla                         | Nyolcaddöntő      | Negyeddöntő       | Elődöntő          | Vigaszág első kör       | Vigaszág negyeddöntő | Vigaszág elődöntő | Bronz- mérkőzés   | Döntő             | Helyezés |
| Versenyző          | Versenyszám | Ellenfél Eredmény                                | Ellenfél Eredmény                     | Ellenfél Eredmény | Ellenfél Eredmény | Ellenfél Eredmény | Ellenfél Eredmény       | Ellenfél Eredmény    | Ellenfél Eredmény | Ellenfél Eredmény | Ellenfél Eredmény | Helyezés |
| ------------------ | ----------- | ------------------------------------------------ | ------------------------------------- | ----------------- | ----------------- | ----------------- | ----------------------- | -------------------- | ----------------- | ----------------- | ----------------- | -------- |
| Serge Biwole Abolo | Középsúly   | Jean-Claude Raphaël (MRI) · GY (mérkőzés nélkül) | Cson Gijong (Jeon Gi-Yeong) (KOR) · V |                   |                   |                   | Mark Huizinga (NED) · V | kiesett              | kiesett           | kiesett           |                   | 13.      |

## Ökölvívás
| Versenyző            | Versenyszám  | Selejtező                               | Nyolcaddöntő               | Negyeddöntő       | Elődöntő          | Döntő             | Helyezés |
| Versenyző            | Versenyszám  | Ellenfél Eredmény                       | Ellenfél Eredmény          | Ellenfél Eredmény | Ellenfél Eredmény | Ellenfél Eredmény | Helyezés |
| -------------------- | ------------ | --------------------------------------- | -------------------------- | ----------------- | ----------------- | ----------------- | -------- |
| Elvis Konamegui      | Pehelysúly   | Artur Gevorgjan (ARM) · 3–10            | kiesett                    | kiesett           | kiesett           | kiesett           | 17.      |
| Ernest Atangana Mboa | Váltósúly    | Daniel Santos (PUR) · RSC               | kiesett                    | kiesett           | kiesett           | kiesett           | 17.      |
| Bertrand Tietsia     | Középsúly    | Mun Imcshol (Mun Im-Cheol) (KOR) · 12–2 | Brian Magee (IRL) · 6–11   | kiesett           | kiesett           | kiesett           | 9.       |
| Paul Mbongo          | Félnehézsúly | Peter Odhiambo (KEN) · 15–6             | Troy Amos-Ross (CAN) · 3–7 | kiesett           | kiesett           | kiesett           | 9.       |

RSC - a játékvezető megállította a mérkőzést

## Súlyemelés
| Versenyző            | Versenyszám | Szakítás | Szakítás | Lökés    | Lökés    | Összesen | Helyezés |
| Versenyző            | Versenyszám | Eredmény | Helyezés | Eredmény | Helyezés | Összesen | Helyezés |
| -------------------- | ----------- | -------- | -------- | -------- | -------- | -------- | -------- |
| Samson N'Dicka-Matam | 64 kg       | 125,0    | 19.*     | 155,0    | 22.*     | 280,0    | 25.      |

* - másik versenyzővel azonos eredményt ért el